# Def Leppard
Def Leppard est un groupe de rock anglais, formé en 1976 à Sheffield. Depuis 1992, il est composé de Rick Savage (basse, chœurs), Joe Elliott (chant), Rick Allen (batterie), Phil Collen (guitare, chœurs) et Vivian Campbell (guitare, chœurs). Le groupe s'est fait connaître au sein de la new wave of British heavy metal au début des années 1980, avec un succès commercial maximal entre les années 1980 et le milieu des années 1990.
Leur premier album, On Through the Night (1980), atteint le Top 15 au Royaume-Uni. Le second, High 'n' Dry (1981), produit par Mutt Lange, marque leur style de hard rock mélodique, avec le single Bringin' On the Heartbreak qui devient l'un des premiers clips rock diffusés sur MTV en 1982. Pete Willis est ensuite remplacé par Phil Collen. En 1983, Pyromania est un grand succès aux États-Unis, atteignant la 2ᵉ place des ventes et étant certifié diamant.
Le quatrième album, Hysteria (1987), se place en tête des classements au Royaume-Uni, aux États-Unis, au Canada et en Australie. Certifié 12× platinum aux États-Unis, il a été vendu plus de 30 millions d'exemplaires à ce jour. Six de ses titres, dont Love Bites, Pour Some Sugar on Me et Animal, entrent dans le Top 20 des ventes américaines.
Après la mort de Steve Clark en 1991, le groupe enregistre Adrenalize (1992), qui atteint la première place aux États-Unis, au Royaume-Uni et en Australie. Plusieurs morceaux, comme Let's Get Rocked et Have You Ever Needed Someone So Bad, rencontrent un grand succès. En 1993, Retro Active présente des titres acoustiques, dont Two Steps Behind. La compilation Vault (1995) atteint le Top 10 dans plusieurs pays.
Parmi les groupes de rock ayant vendu plus de 100 millions d'albums dans le monde, Def Leppard est l'un des rares avec deux albums studio certifiés diamond, Pyromania et Hysteria. Le groupe est classé 31ᵉ parmi les « 100 Greatest Artists of Hard Rock » par VH1 et a été intronisé au Rock and Roll Hall of Fame en 2019.

## Biographie

### Premières années (1977–1979)
Le groupe Atomic Mass nait du duo des copains guitaristes Pete Willis et Rick Savage accompagné du batteur Tony Kenning en 1977 qui étudient dans le même lycée de Sheffield. Pete Willis rencontre un certain Joe Elliott dans un bus, et celui-ci est immédiatement auditionné au chant. Il devient le chanteur attitré du groupe, mais propose comme nouveau nom Deaf Leopard (le Léopard Sourd). C'est finalement la forme contractée Def Leppard qui est adoptée. En janvier 1978, le groupe engage Steve Clark comme second guitariste. En novembre 1978, Tony Kenning quitte le groupe, Frank Noon est un temps le batteur du groupe, mais c'est finalement Rick Allen, un jeune garçon de 15 ans, qui devient le batteur de Def Leppard. Leur répertoire comprend alors des reprises, notamment de David Bowie et de Black Sabbath.

### Début de célébrité (1980–1983)

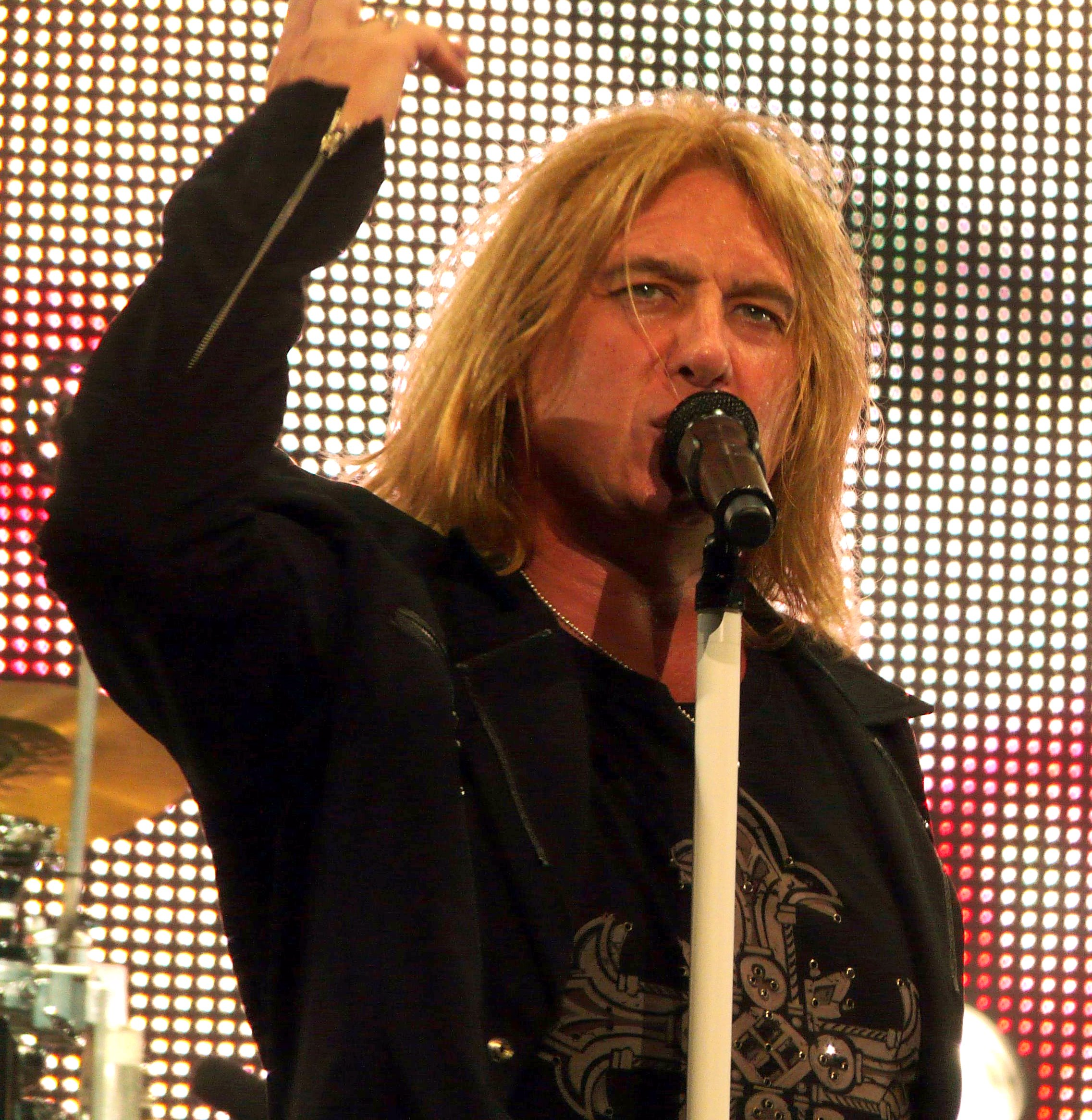
Le chanteur Joe Elliott.

Le groupe sort son premier album On Through the Night en mars 1980 et celui-ci atteint le top 15 en Angleterre. Le groupe part en tournée US en ouverture de Pat Travers, AC/DC et Ted Nugent. Ils sont repérés par Robert Mutt Lange le célèbre producteur d'AC/DC, puis une année plus tard l'album High 'n' Dry produit par Mutt Lange voit le jour. L'album connait un bon succès dans les charts grâce au single Bringin' on the Heartbreak qui passe beaucoup sur MTV. Le groupe part alors en tournée européenne en première partie de Ozzy Osbourne.
En 1982, Pete Willis est éjecté du groupe qu'il avait contribué à créer pour des problèmes d'alcool, il est remplacé par Phil Collen, guitariste du groupe de glam rock Girl. L'album Pyromania, qui sort en 1983, est un succès aux États-Unis (6 millions de copies vendues en 1984 et 10 millions en 2004) où le groupe tourne beaucoup. Il contient les tubes Photograph, Rock of Ages et Foolin'.

### Hysteria-années 90(1984–1999)

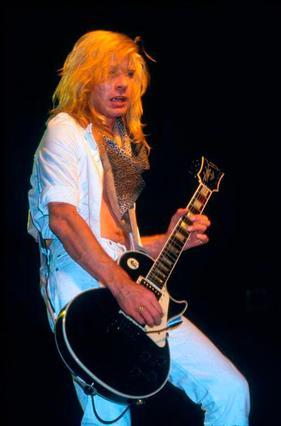
Steve Clark, mort à Londres en 1991.

Le 31 décembre 1984, le batteur Rick Allen perd un bras dans un accident de la route. Malgré la gravité de l'accident, Allen veut continuer à jouer au sein de Def Leppard. Il y parvient grâce à une batterie personnalisée fabriquée pour son propre usage avec l'aide de Chris Slade, ex batteur de Tom Jones et Manfred Mann's Earth Band, entre autres,. Il est soutenu tout au long de cette épreuve par les autres membres du groupe, qui n'imaginent même pas lui trouver un remplaçant. En août 1986, le groupe participe aux Monsters of Rock à Donington. À cette occasion, Rick Allen est acclamé par la foule présente. Le 3 août 1987, après trois ans d'enregistrement, le groupe sort son quatrième album, Hysteria. Le single Animal devient le premier titre du groupe à accrocher le Top 10 dans leur pays d'origine, atteignant la position no. 6. C'est aussi par ce titre que débute leur incroyable série de 10 chansons consécutives dans le Top 10 du Billboard Hot 100.
Les ventes aux États-Unis, alors dominées par Bon Jovi ou encore Mötley Crüe, tardent à décoller par rapport à Pyromania. Le déclic survient avec la sortie du quatrième single, Pour Some Sugar on Me, une chanson salace qui vaudra au groupe une sale réputation auprès des critiques. Cependant, son succès populaire est indéniable. Le titre se classe deuxième au Billboard, et entraine dans son sillage les ventes de l'album, sacré premier du Billboard 200 en juillet 1988[réf. nécessaire]. La vidéo de Pour Some Sugar on Me est très demandée sur MTV entre mai et septembre de la même année. Le titre est considéré comme emblématique de Def Leppard, et est désignée en 2006 par la chaine VH1 comme faisant partie des 100 meilleures chansons des années 1980.
En octobre 1988, la ballade rythmée Love Bites consacre la popularité du groupe aux États-Unis en devenant #1 au Billboard Hot 100. Ce morceau fait partie des classiques de la décennie et est considéré comme l'hymne ultime des amoureux en souffrance. Sa sortie tombe à pic, au cours d'une année 1988 dominée par des formations hard rock et glam metal. En dépit du refus catégorique de ses membres à l'idée d'être associées aux formations glam metal telles que Poison et Motley Crue, Def Leppard ne parvient pas à éviter les comparaisons avec ces groupes, et sera d'ailleurs régulièrement comparé à Bon Jovi, qui connait dans le même temps un succès retentissant.
L'année 1989 voit le groupe continuer de surfer sur la vague Hysteria. En janvier, Armageddon It se classe #5 aux États-Unis. Hysteria demeure l'un des rares albums à avoir produit au moins sept singles classés au Hot 100 : Women (#80), Animal (#19), Hysteria (#10), Pour Some Sugar on Me (#2), Love Bites (#1), Armageddon It (#3) et Rocket (#12). L'opus reste présent dans les charts pendant trois ans et se vend à 20 millions d'exemplaires dans le monde[réf. nécessaire]. La tournée qui l'accompagne est un succès remarquable auprès des fans[réf. nécessaire]. Aux American Music Awards de 1989, Def Leppard remporte le prix de meilleur groupe de hard rock/heavy metal, ainsi que celui du meilleur album heavy metal/hard rock pour Hysteria[réf. nécessaire].
Le 8 janvier 1991, le guitariste Steve Clark meurt après avoir absorbé un mélange d'alcool et de médicaments. Le groupe, se retrouvant alors à quatre pour l'enregistrement de son prochain album, recrute un nouveau guitariste, Vivian Campbell (ex Dio et Whitesnake).
En mars 1992, l'album Adrenalize sort, l'album marche bien. Il se classe en tête des ventes aux États-Unis et en Angleterre à sa sortie. Le groupe joue au Freddie Mercury Tribute Concert le 20 avril, première prestation avec Vivian Campbell. Le groupe repart en tournée à partir de cette année-là, et jusqu'en 1993.
Retro Active, un album d'inédits et de faces B, sort en octobre 1993.
En 1995, le groupe sort son premier best of intitulé Vault.
Un nouvel album studio sort en 1996, Slang est un album aux sonorité plus expérimentales. L'accueil est mitigé.
La popularité du groupe est alors en déclin face à la nouvelle génération de groupe de rock des années 1990.
En 1999, l'album Euphoria sort ; les ventes sont de nouveau faibles.

### XetYeah!(2000–2008)

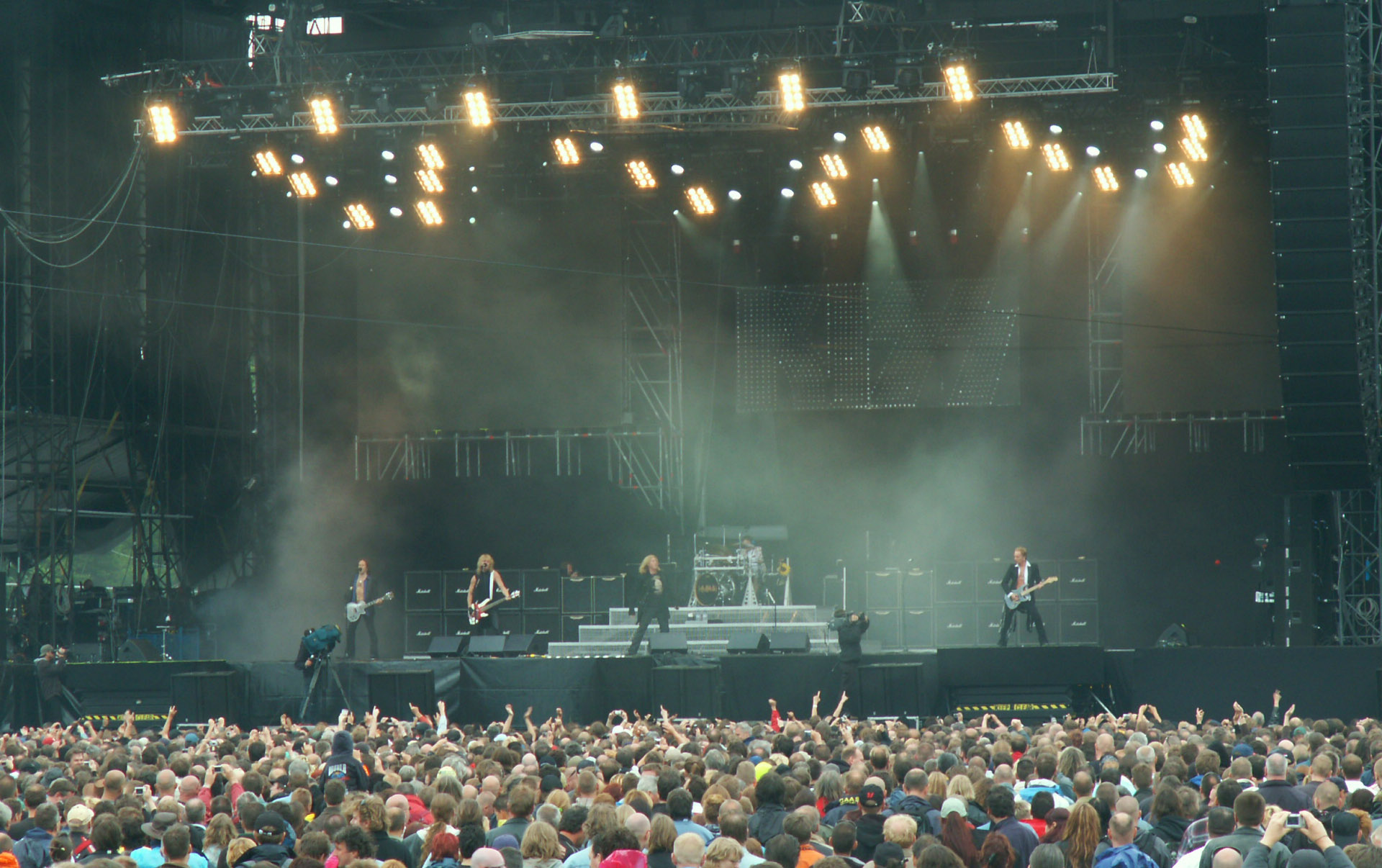
Def Leppard au Arrow Festival en 2008.

En 2001, VH1 produit et diffuse Hysteria - The Def Leppard Story, un téléfilm réalisé par la chaîne de production américaine VH1 retraçant la naissance et les débuts du groupe. En 2002, le 9e album de Def Leppard, X, voit le groupe changer de direction musicale. X disparaît rapidement des classements. Un best-of en version longue, Best of, est publié à l'international en octobre 2004.
Le 23 mai 2006, Def Leppard publie un album de reprises, Yeah!. Il paye hommage aux chansons de rock classique de leur enfance, originellement enregistrée par Blondie,The Kinks, Sweet, ELO, et Badfinger. Il atteint la 16e place aux US. Le groupe, avec Queen, Kiss, et Judas Priest, sera célébré comme l'un des groupes ayant influé la musique rock lors des VH1 Rock Honors le 31 mai 2006.
En avril 2008, le groupe revient avec un nouvel opus intitulé Songs from the Sparkle Lounge.

### Derniers événements (depuis 2010)
Mirrorball, un double-album live, est commercialisé en Europe le 3 juin 2011, dans le reste de l'Europe le 6 juin, et aux États-Unis le 7 juin ; à cette période, Def Leppard est annoncé pour jouer au Download Festival le 10 juin 2011. Trois singles sont extraits de l'album, le premier étant Undefeated.

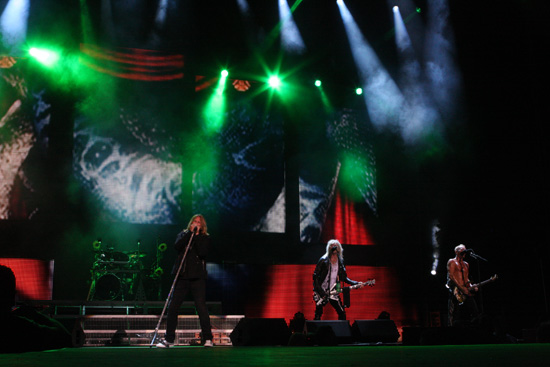
Def Leppard à Sydney, Australie, en 2011.

Def Leppard joue dans une tournée de deux en Amérique du Nord aux côtés de Heart, ainsi que sept concerts en Australie en octobre avec The Choirboys et Heart, deux concerts au Japon en novembre, et six au Royaume-Uni en décembre avec Steel Panther et Mötley Crüe.
En 2012, ils jouent avec Poison et Lita Ford durant l'été, entre le 20 juin et le 15 septembre au Rock of Ages 2012 Tour,.
En 2013, Def Leppard joue onze shows au Hard Rock Hotel and Casino de Las Vegas, dans le Nevada. Un album live intitulé Viva! Hysteria est commercialisé le 23 octobre. Il s'agit de la première fois que le groupe joue un album live du début à la fin,.
Le groupe enregistre par la suite de nouveau quelques succès, ainsi que l'album Hysteria,,. En juin 2013, Vivian Campbell annonce souffrir d'un lymphome de Hodgkin. Il confirme sa participation avec Def Leppard aux concerts programmés. L'idée d'annuler ou de reprogrammer un concert dégoûtait Vivian.
Le 11 février 2014, le groupe fait paraître une édition deluxe remasterisée de leur album Slang après quelques retards. L'album se compose de 30 chansons dont des démos, B-sides, et chansons exclusives. Du 23 juin au 31 août 2014, Def Leppard et Kiss sont programmés pour jouer dans 42 villes. En 2014, le groupe annonce quelques projets parallèles dont un cartoon et un documentaire. Cependant, ces projets semblent définitivement tombé à l'eau. Un nouvel album est par la suite prévu,. Le nouvel album est prévu pour être un EP, mais la liste des chansons dépasse les 15 chansons en juin 2014. L'album est programmé pour une sortie en 2015 avec une tournée à suivre.

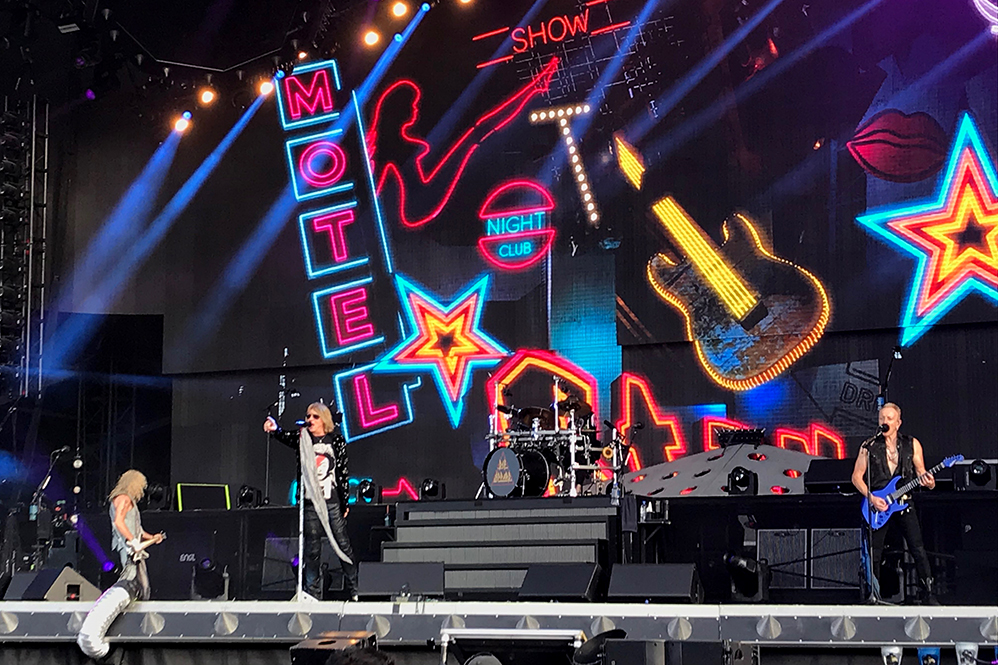
Def Leppard sur la Mainstage 01 du Hellfest, en juin 2019.

En juillet 2016, ils jouent régulièrement et atteignent 48 dates. Leur performance au DTE Energy Music Theatre de Clarkston, dans le Michigan du 15 juillet est enregistrée.
Le 10 février 2017, le groupe sort And There Will Be a Next Time... Live from Detroit, un double album live.
En janvier 2018, Def Leppard annonce 58 dates nord-américaines avec Journey. De plus, la discographie du groupe sera proposée en streaming après un contrat discret signé avec Universal Music Group.
Def Leppard se produit à trois reprises au festival Hellfest, à Clisson, dans la Loire-Atlantique : le 21 juin 2013, le 22 juin 2019 et le 16 juin 2023. Il s'agit des derniers passages du groupe en France à ce jour.

## Style musical et héritage
Def Leppard émerge dès la fin des années 1970 en tant que groupe-phare du New wave of British heavy metal. Cependant, au milieu des années 1980, le groupe est de plus en plus associé à la scène glam metal, en raison de leur succès populaire et de la production poussée dont le groupe fait l'objet. L'album Pyromania est cité comme un précurseur du mouvement pop metal qui balayera les années 1980. Cependant, les membres de Def Leppard ont à plusieurs reprises exprimé leur dégoût des formations glam metal telles que Motley Crue et Poison. Ils refusent d'être catégorisés en tant que glam, expliquant que ce genre ne reflète ni leur look ni leur style musical. Au moment de la sortie de Hysteria en 1987, le groupe révèle un son propre à lui, comportant notamment des batteries électroniques et des effets sonores à base de guitare.
Def Leppard fait partie, avec les Beatles, Led Zeppelin, Pink Floyd et Van Halen, des cinq seuls groupes de rock ayant produit au moins deux albums studio dont les ventes ont dépassé les 10 millions d'exemplaires aux États-Unis. Pyromania et Hysteria figurent tous les deux sur la liste des 500 meilleurs albums de tous les temps compilée par le magazine Rolling Stone.

## Membres

### Membres actuels
- Joe Elliott – chant (depuis 1977)
- Rick Savage – basse (depuis 1977)
- Rick Allen – batterie (depuis 1978)
- Phil Collen  – guitare (depuis 1982)
- Vivian Campbell – guitare (depuis 1992)

### Anciens membres
- Tony Kenning – batterie (1977–1978)
- Frank Noon – batterie (1978)
- Pete Willis – guitare (1977–1982)
- Steve Clark † – guitare (1978–1991) (mort le 8 janvier 1991)

## Discographie

### Albums studio
- 1980 : On Through the Night
- 1981 : High 'n' Dry
- 1983 : Pyromania
- 1987 : Hysteria
- 1992 : Adrenalize
- 1993 : Retro Active
- 1996 : Slang
- 1999 : Euphoria
- 2002 : X
- 2006 : Yeah!
- 2008 : Songs from the Sparkle Lounge
- 2015 : Def Leppard
- 2022 : Diamond Star Halos

### Compilations et Albums en public
- 1979 : Def Leppard (EP)
- 1995 : Vault: Def Leppard Greatest Hits (1980-1995)
- 2004 : Best of Def Leppard
- 2005 : Rock of Ages: The Definitive Collection
- 2011 : Mirrorball - Live and More
- 2018 : The Story So Far: The Best of Def Leppard
- 2023 : Drastic Symphonies (with the Royal Philharmonic Orchestra)
- 2024 : One Night Only: Live at the Leadmill Sheffield, 19 May 2023

## Vidéographie
- 1988 : Historia (VHS)
- 1989 : In the Round in Your Face (VHS)
- 1993 : Visualize (VHS)
- 1995 : Video Archive (VHS)
- 2001 : Hysteria: The Def Leppard Story (DVD)
- 2001 : Historia / In The Round In Your Face (DVD)
- 2001 : Visualize / Video Archive (DVD)
- 2002 : Classic Albums - Hysteria (DVD)
- 2004 : The Best of Def Leppard: The Videos (DVD)
- 2005 : Rock of Ages : The DVD Collection (DVD)
- 2013 : Viva ! Hysteria (DVD+CD)